# Joseph Leeson (2e comte de Milltown)
Joseph Leeson, 2e comte de Milltown (1730 - 27 novembre 1801), titré vicomte Russborough entre 1763 et 1783, est un pair irlandais.

## Biographie
Il est le fils de Joseph Leeson (1er comte de Milltown), et de Cecilia, fille de Francis Leigh, de Rathangan . Il fait peindre son portrait en 1751 en Italie et il aurait eu une liaison avec Peg Plunkett (en) qui a pris son nom de famille même s'ils ne se sont jamais mariés .
Il est élu à la Chambre des communes irlandaise pour Thomastown en 1757, un siège qu'il occupe jusqu'en 1761 . Il est connu sous le titre de courtoisie de vicomte Russborough lorsque son père est élevé au rang de comte en 1763. En 1783, il lui succède à la Chambre des lords irlandaise.
Lord Milltown est décédé en novembre 1801 et est remplacé par son frère cadet, Brice Leeson (3e comte de Milltown).